# Complémentation (génétique)
Pour les articles homonymes, voir Complémentation.
La complémentation est en génétique le fait qu'un gène introduit dans un organisme puisse compenser le défaut provoqué par l'inactivation d'un gène de cet organisme.

## Test de complémentation
Un test de complémentation permet de déterminer si deux mutants récessifs obtenus indépendamment sont causés par des mutations dans le même gène, ou dans deux gènes différents. Lewis, Pontecorvo et Benzer pourraient se partager l'invention du test, dans le début des années 1950.
Les deux mutants sont croisés pour obtenir un individu qui :
- a un phénotype mutant : il n'y a pas complémentation et les deux allèles mutés pourraient être dans le même gène. On parle alors du même " groupe de complémentation" et non pas du même gène.
- n'a pas de phénotype mutant : les allèles mutants ont complémenté l'un avec l'autre, et ils pourraient être dans deux gènes différents.

Il existe des exceptions, des cas où le résultat peut être ambigu :
- Faux-négatifs : des mutants de locus différent peuvent interagir et donner un phénotype mutant
- Faux-positifs : des mutants de domaines distincts d'un même gène peuvent complémenter (« complémentation intragénique »)